# Бијела (Брчко)
Бијела је насељено мјесто у Босни и Херцеговини, у Брчко дистрикту. Према попису становништва из 2013. у насељу је живјело 1.923 становника.

## Историја
За вријем Отоманског царства овдје се налазило беговско имање, са летњиковцем. Црква је освећена 20. октобра 1935.
Касније, за вријеме аустоугарске окупације, мјесто је било познато под именом Бијела Српска, и били су у саставу Брчког среза.

## Становништво
| Националност       | 1991.          | 1981.          | 1971.          |
| Хрвати             | 1.729 (68,09%) | 1.982 (70,78%) | 2.026 (70,76%) |
| Срби               | 730 (28,75%)   | 726 (25,92%)   | 802 (28,01%)   |
| Муслимани          | 5 (0,19%)      | 10 (0,35%)     | 9 (0,31%)      |
| Југословени        | 34 (1,33%)     | 3 (0,10%)      | 16 (0,55%)     |
| остали и непознато | 41 (1,61%)     | 79 (2,82%)     | 10 (0,34%)     |
| Укупно             | 2.539          | 2.800          | 2.863          |

## Знамените личности
- Предраг Глухаковић, министар у Влади Републике Српске